# (2083) Smither
(2083) Smither (1973 WB) – planetoida z pasa głównego asteroid okrążająca Słońce w ciągu 2,56 lat w średniej odległości 1,87 au. Odkryta 29 listopada 1973 roku.